# Julien Dupuy
Julien Dupuy (Périgueux, 19 de diciembre de 1983) es un jugador francés de rugby que se desempeña como medio scrum.

## Selección nacional
Fue convocado a Les Bleus por primera vez en junio de 2009, para enfrentar a los All Blacks y jugó su último partido en marzo de 2012 ante el XV de la Rosa por la cuarta jornada del Torneo de las Seis Naciones 2012. Hasta el momento disputó ocho partidos y marcó 38 puntos.

## Palmarés
- Campeón de la Copa de Campeones de 2002–03.
- Campeón de la Copa Desafío de 2016–17.
- Campeón del Top 14 de 2004–05, 2005–06 y 2014–15.
- Campeón de la Premiership Rugby de 2008–09.